# Parafia św. Mikołaja w Głogowie
Parafia św. Mikołaja w Głogowie – rzymskokatolicka parafia, położona w dekanacie Głogów – św. Mikołaja, diecezji zielonogórsko-gorzowskiej, metropolii szczecińsko-kamieńskiej w Polsce, erygowana w XIV wieku.